# Kanethi
Kanethi o Khaneti fou un petit estat tributari protegit de l'Índia, feudatari de Bashahr, format per dos porcions de territori; depenia de la província del Panjab però avui correspon a Himachal Pradesh.
La superfície és de 49 km² i la població el 1901 de 2.575 habitants. Els ingressos s'estimaven en unes 4000 rúpies. L'estat es va fundar vers el segle X. El thakur des de 1899 era Amogh Chand, un rajput hindú emparentat al rana de Kumharsain, al territori del qual tocava així com al de Bashahr i al districte de Simla. Degut al mal govern anterior, els britànics van haver d'assolir el govern directamenthe aprofitant que el thakur era un menor d'edat. El tribut pagat a Bashahr era de 900 rúpies.

## Bandera i escut
Bandera rectangular biforcada vermella.
L'escut era daurat amb un cap d'elefant mirant de front; sobre el cap dues mitges llunes (una al costat de l'altra) amb puntes cap amunt, i sota el cap, una altra mitja lluna amb les punte amunt. De l'escut, a cada angle superior un pal amb la bandera de l'estat; sobre l'escut (entre les dues banderes) una corona; sota una cinta verda amb lletres daurades "Khaneti - State - Simla". L'escut estava suportat per dos cavalls, blanc el de l'esquerra de l'observador, i gris el de la dreta.

## Llista dels darrers rages
- Rana Rasal Chand 1802-1829
- Rana Nain Chand 1829-1858
- Rana Saran Chand 1858-1888 
  - Mian Zalim Singh (regent) 1888-1898 (germà de Lal Chand)
- Rana Lal Chand 1888-1899, deficient mental
- Rana Amogh Chand 1899-1949 (+1961)